# 제1차 세계 대전 당시 독일의 역사

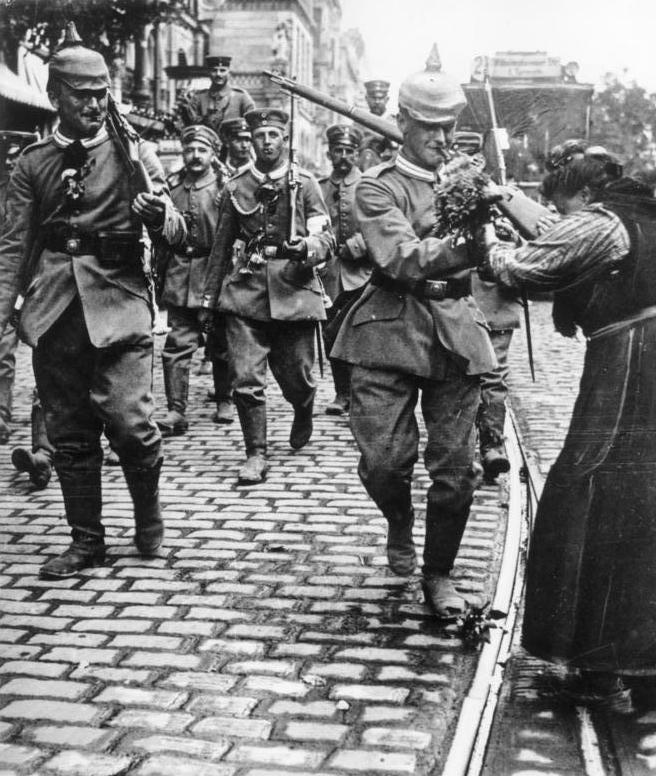
1914년 참전하러 나가는 독일군 병사

제1차 세계 대전 기간 동안 독일은 동맹국이었다. 같은 동맹국인 오스트리아-헝가리 제국이 세르비아 왕국에 선전포고하자 전쟁에 참여했다. 이는 당시 유럽에 삼국 동맹과 삼국 협상 간의 전쟁이었다. 독일군은 동부와 서부 전선 모두에서 연합군과 싸웠다. 1917년 러시아에서 사회주의 혁명이 일어나자 레닌의 신정부와 평화 조약을 맺었고 서부 전선에 전력을 집중할 수 있었으나 무제한 잠수함 작전의 여파로 미국이 참전하자 전세가 밀리기 시작했고 독일해군이 일으킨 독일 11월 혁명으로 군주정이 타도되고 공화정이 수립되어 연합국과 휴전 협상을 체결하였다.

## 같이 보기
- 독일의 역사
- 제1차 세계 대전 중 국내 전선
- 동맹국 (제1차 세계 대전)